# Abborrtjärnen (Trönö socken, Hälsingland)
Abborrtjärnen är en sjö i Söderhamns kommun i Hälsingland och ingår i Norralaåns huvudavrinningsområde.